# 維德雷克格拉本河
49°00′03″N 10°44′00″E / 49.00071°N 10.73327°E
維德雷克格拉本河是德國的河流，位於該國東南部，由巴伐利亞負責管轄，屬於羅拉赫河的右支流，河道全長2.4公里，流域面積3.2平方公里。